# Középkori kertek

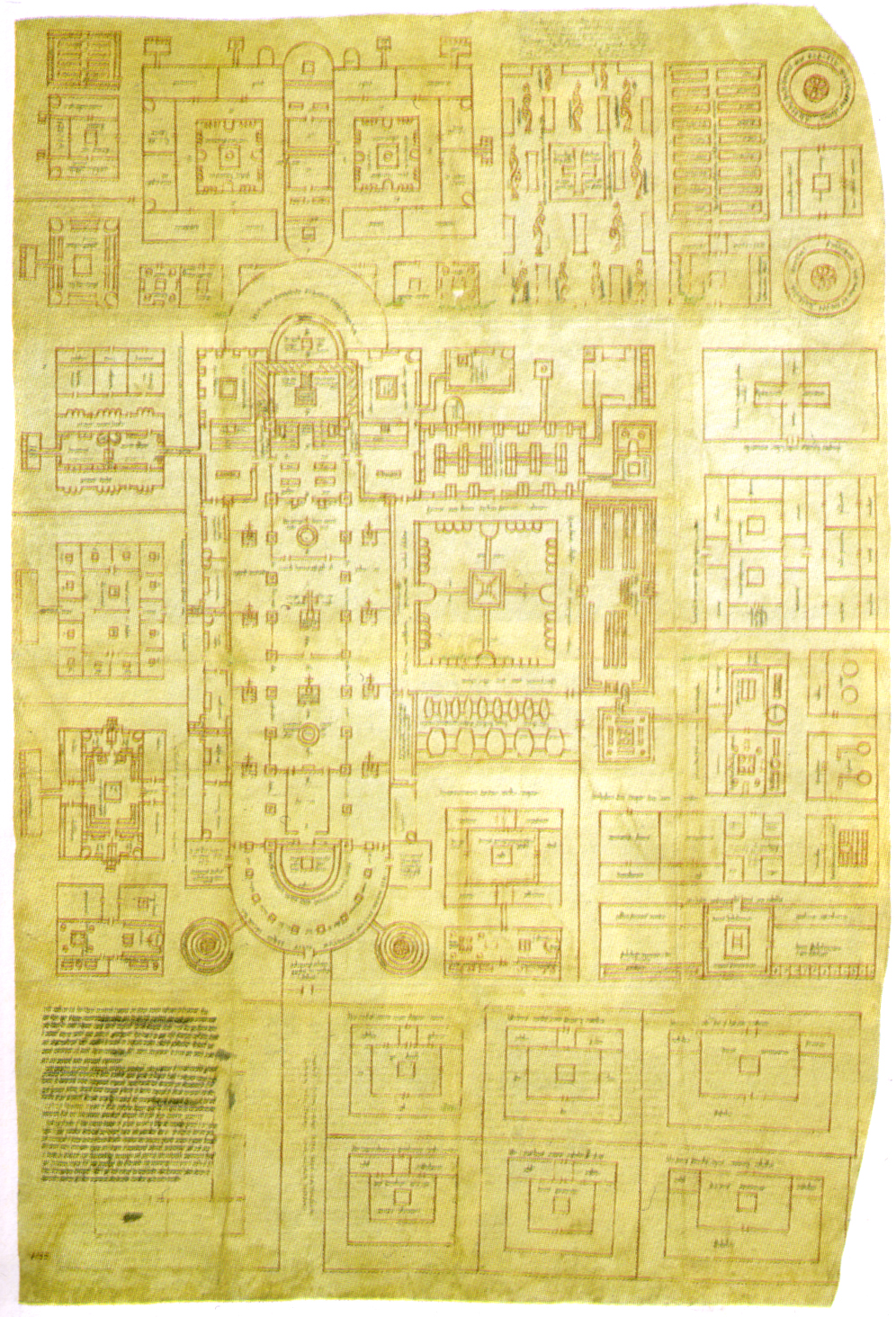
A Sankt Gallen-i kolostor tervei

A középkori kertek jellemző típusai a kolostorkertek, a templomkertek, a várkertek, illetve a városi kertek.

## Kolostorkertek
A kolostorok főépülete a templom, amelynek északi oldalán egy különálló haszonkertet létesítettek. Az első fennmaradt írásos bizonyíték Svájcból való, a pergamenre rajzolt Sankt Gallen-i terv, de csak a templom készült el belőle. A kolostorkertet parcellákra osztották, amikbe haszonnövények, gyümölcsfélék, birsalma, vadkörte, naspolya, szilva, vadbarack, illetve zöldségfélék kerültek.
A parcellákba gyógynövények is kerülhettek: zsálya, liliom, gyöngyvirág, gólyaorr, illetve szőlő. A gyógynövényes parcellákat parterre-ekre osztották, emögött egy kis épületben került sor a növények feldolgozására. Valahol a kertben volt egy iskola, amely a szerzetesek tanulási és munkahelye volt. Az iskola előtt rózsalugas állt.
A kolostorok általában hegyoldalban, valahol nehezen megközelíthető részen létesültek.
Létesítésük kútfúráshoz kötött, ami a főbejárattól balra volt, és folyamatosan őrizték. A kút környékére égerfát, Alnus glutinosát vagy Alnus incanát ültettek. A kolostorkertben vagy azon kívül volt az istálló, amiből trágyát csak a szőlőben hasznosítottak.
Magyarországon híres kolostorok Pannonhalma és a margitszigeti apácakolostor romjai.

## Templomkertek
A templomkert általában jelképes kerítéssel körbevett, de nyitott kapuval rendelkező kert. Maga a kert nagy, örökzöld, valamint lombhullató fákkal, cserjékkel beültetett. Alkalmazott fajok: puszpáng (Buxus sempervirens), balkáni babérmeggy (Laurocerassus officinalis), amik jól nyírhatóak.
A bejárattól balra liliomcsoport (Lilium candidum) található, amit tüdőbetegségekre, köhögésre alkalmaztak. Eleinte rózsát nem ültettek, mert azt a barbár rómaiak szerették, ám a 12–13. századtól már előfordult. Elhelyezése: a bejárattól balra csoportosan.
Ekkor még meghatározóan vad fajokat és fajtákat alkalmaztak, mint a jajrózsa (Rosa pimpinellifolia), sárga rózsa (Rosa foetida, Rosa chinensis). A kerítés mellett elszórtan, foltosan ültettek meténget (Vinca minor és Vinca major), gyöngyvirágot (Convallaria majalis), illetve borostyánt (Hedera helix). A bejárat mellett közönséges levendula (Lavandula officinalis) is megjelenik.

## Képek

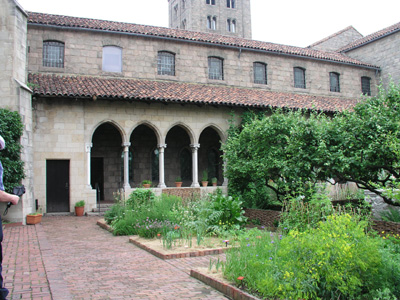
Kolostorkert részlete
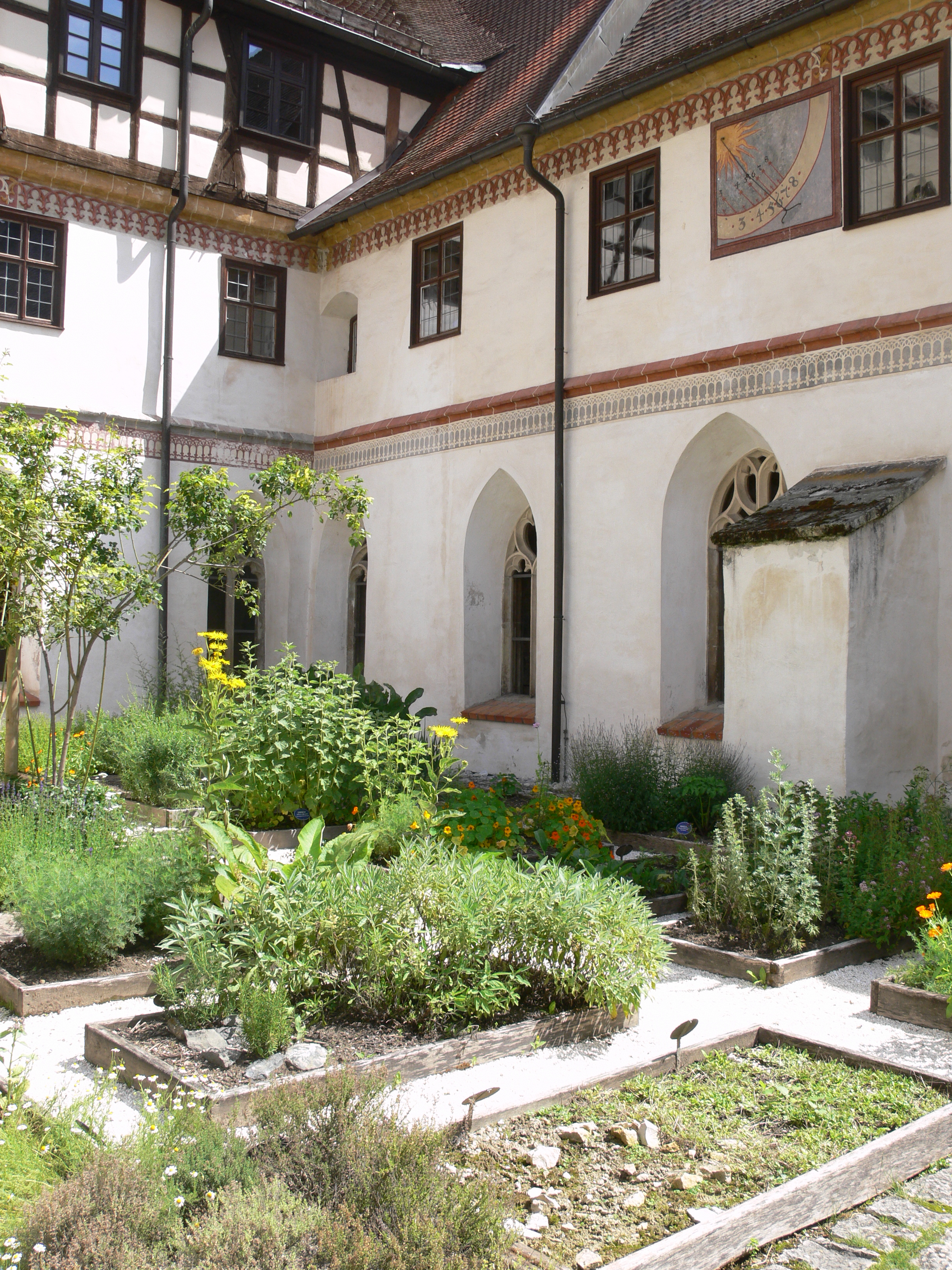
Parcellák
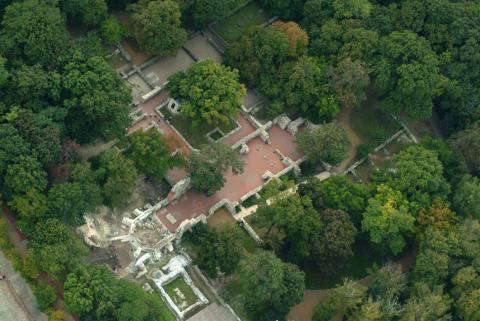
A domonkos kolostor (Margitsziget) romjai
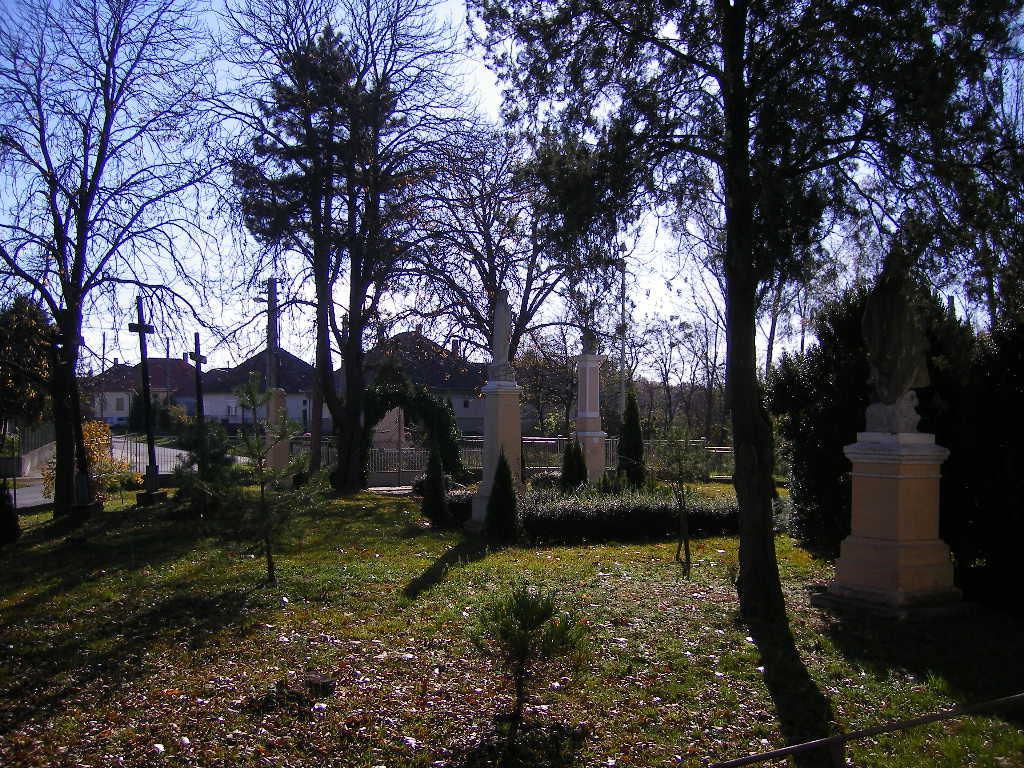
Templomkert, Balony

## Várkertek
A várkertek a várépítések korszakára, az 1100–1400-as évekre tehetőek. A magyar várak általában négyszög alapúak, a francia várak nyolcszög, míg az angolok ovális alapúak. A lakórészek a lakótoronyban voltak. A vár egyik oldalán élelmiszer-raktárak, másik szárnyban nagy gyülekezőhely, míg a harmadik szárnyban a védekezéshez szükséges eszközök, anyagok kerültek elhelyezésre. A főkapu körül közös alváshoz cellaszerű szobákat építettek. Főleg békeidőben a várúrnőnek az egyik torony előtt piciny kertet létesítettek, amelybe gyógynövények, fűszernövények, illetve rózsa kerültek. A négyszög alapú, 10-15 négyzetméteres kertet futórózsával körbeültették a belátás megakadályozására.
Itt szabályos virágágyi kiültetés nem lehetett, csak szórt. Felhasznált növények: zsálya, menta, körömvirág, levendula, bazsalikom, kapor, fűszerkömény, kakukkfű, és jóval később még bors is. A vár melletti lankás területeken (váralja), ott, ahol viszonylag könnyen megmunkálhatóak, lágyszárú növények: káposzta, cékla, búza, árpa termesztése folyt.

## Városi kertek
A város vagy település középső részén vagy egyik oldalában alakították ki a városmezejét, városi kertet vagy prado-t (spanyoloknál prato). Kialakítása az újkori gümnaszion szellemében, árnyékos liget formájában valósult meg, a főhelyre templom került.